# Gli amori d'Apollo e di Dafne
Gli amori d'Apollo e di Dafne és una òpera en dos actes composta per Francesco Cavalli sobre un llibret italià de Giovanni Francesco Busenello, basat en Metamorfosis d'Ovidi. S'estrenà al Teatro San Cassiano de Venècia el Carnestoltes de 1640.	